# Amelia Denis de Icaza
Amelia Denis de Icaza (28 tháng 11 năm 1836 - 16 tháng 7 năm 1911) là một nhà thơ lãng mạn Panama. Bà là người phụ nữ Panama đầu tiên xuất bản thơ của mình.

## Tiểu sử
Sinh năm 1836 tại thành phố Panama, cha bà có nguồn gốc người Pháp và mẹ là người Panama. Khi còn là một đứa trẻ, bà rất quan tâm đến văn học và đã viết những bài thơ theo một phong cách hoàn toàn tự nhiên mà không có bất kỳ trang trí nào. Cha bà Saturnino Denis là một biên tập viên vào thời điểm đó. Bà đã đi đến trường địa phương ở quận Santa Ana nhưng đã nhận được phần lớn giáo dục văn hóa của mình ở nhà, gặp gỡ các nhà thơ có tác phẩm được xuất bản ở La Floresta Istmeña. Bà kết hôn khi còn trẻ và đã trải qua một thời gian dài ở Nicaragua. Bởi một số tài khoản, cô cũng đã dành nhiều thời gian ở Guatemala.

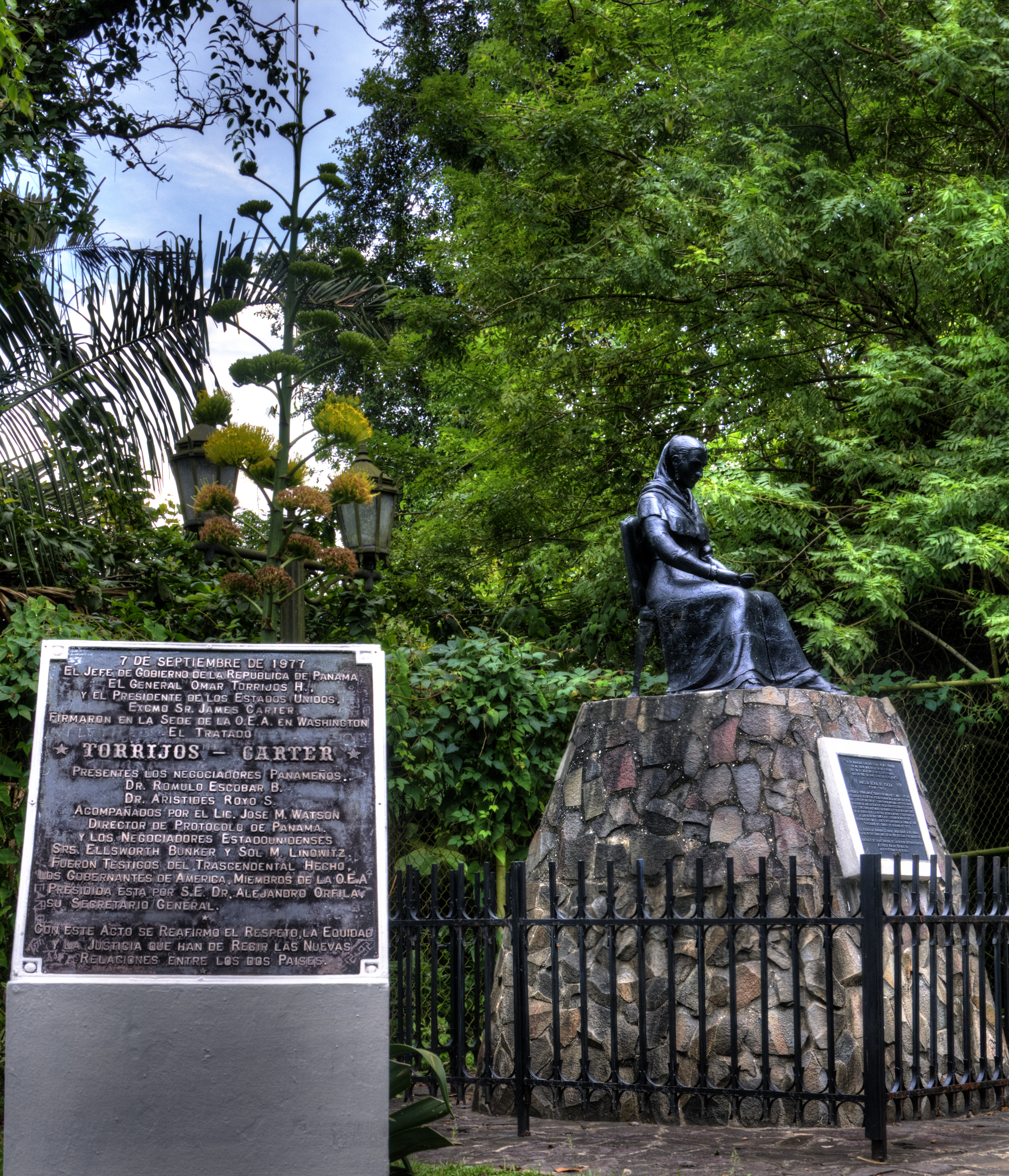
Tượng đài cho bà trên đồi Ancon

Khi bà trở về nhà, Vùng kênh đào Panama nằm trong tay người Mỹ. Điều này gây ra nỗi buồn đáng kể của bà được phản ánh trong một trong những bài thơ đẹp nhất của bà, Al Cerro Ancón (1906). Đồi Ancon trở thành một phần của vùng đất được xây dựng để xây dựng Kênh đào Panama và ngọn đồi trở thành biểu tượng quốc gia sau khi bà viết bài thơ về sự sáp nhập của Mỹ. Ngày nay ngọn đồi này vẫn tự hào có một lá cờ quốc gia lớn tại đỉnh của nó. Giống như các tác phẩm khác của bà, Al Cerro Ancón có một hương vị yêu nước mạnh mẽ cũng được phản ánh trong Zona del Canal (Vùng kênh đào) đã bị đóng cửa cho người Panama. Các tác phẩm khác bao gồm Patria, Hojas Secas, Amor de madre (1879) và A la Muerte de Victoriano Lorenzo.
Amelia Denis de Icaza qua đời tại Managua vào ngày 16 tháng 7 năm 1911.

## Di sản
Có một bức tượng đồng lớn cho bà trên ngọn đồi Ancon ở Panama một cách thích hợp ngồi ở đáy cột cờ, từ đó được bay một lá cờ Panama cực kỳ lớn.